# Nederlandse kampioenschappen indooratletiek 1991
De Nederlandse kampioenschappen indooratletiek 1991 werden op 16 en 17 februari in de Houtrusthallen in Den Haag gehouden.

## Uitslagen

### 60 m
| rang   | atleet         | prestatie |
| ------ | -------------- | --------- |
| Goud   | Dennis Tilburg | 6,90 s    |
| Zilver | Emiel Mellaard | 6,92 s    |
| Brons  | Paul Franklin  | 6,96 s    |

| rang   | atlete            | prestatie |
| ------ | ----------------- | --------- |
| Goud   | Edine van Heezik  | 7,48 s    |
| Zilver | Monique Boogaards | 7,49 s    |
| Brons  | Karin de Lange    | 7,50 s    |

### 200 m
| rang   | atleet            | prestatie |
| ------ | ----------------- | --------- |
| Goud   | Clement Moe       | 21,93 s   |
| Zilver | Jerry Achthoven   | 21,97 s   |
| Brons  | Cees van Gelderen | 21,99 s   |

| rang   | atlete            | prestatie |
| ------ | ----------------- | --------- |
| Goud   | Gretha Tromp      | 24,06 s   |
| Zilver | Yvonne van Dorp   | 24,30 s   |
| Brons  | Monique Boogaards | 24,34 s   |

### 400 m
| rang   | atleet                 | prestatie |
| ------ | ---------------------- | --------- |
| Goud   | Regillio van der Vloot | 48,48 s   |
| Zilver | Allan Elsworth         | 48,96 s   |
| Brons  | Bart Hoogendoorn       | 49,12 s   |

| rang   | atlete            | prestatie |
| ------ | ----------------- | --------- |
| Goud   | Gretha Tromp      | 53,95 s   |
| Zilver | Yvonne van Dorp   | 54,60 s   |
| Brons  | Marion Valkenburg | 56,17 s   |

### 800 m
| rang   | atleet                       | prestatie |
| ------ | ---------------------------- | --------- |
| Goud   | Ton Baltus                   | 1.51,78   |
| Zilver | Ewald van Suntenmaartensdijk | 1.52,47   |
| Brons  | Patrick van der Rijdt        | 1.53,03   |

| rang   | atlete             | prestatie |
| ------ | ------------------ | --------- |
| Goud   | Heidi van der Plas | 2.09,71   |
| Zilver | Ineke Dieperink    | 2.11,24   |
| Brons  | Doreth Teunissen   | 2.12,22   |

### 1500 m
| rang   | atleet           | prestatie |
| ------ | ---------------- | --------- |
| Goud   | Han Kulker       | 3.47,43   |
| Zilver | Robin van Helden | 3.49,21   |
| Brons  | John Sloot       | 3.49,68   |

| rang   | atlete              | prestatie |
| ------ | ------------------- | --------- |
| Goud   | Yvonne van der Kolk | 4.12,67   |
| Zilver | Elly van Hulst      | 4.15,25   |
| Brons  | Carlien Harms       | 4.18,97   |

### 3000 m
| rang   | atleet         | prestatie |
| ------ | -------------- | --------- |
| Goud   | Rob de Brouwer | 7.55,71   |
| Zilver | Marco Gielen   | 8.10,00   |
| Brons  | Marc van Rooy  | 8.13,59   |

| rang   | atlete              | prestatie |
| ------ | ------------------- | --------- |
| Goud   | Marjan Freriks      | 9.17,62   |
| Zilver | Carlien Harms       | 9.22,45   |
| Brons  | Brenda Sleeuwenhoek | 9.37,86   |

### 5000 m snelwandelen
| rang   | atleet             | prestatie |
| ------ | ------------------ | --------- |
| Goud   | Harold van Beek    | 21.27,51  |
| Zilver | Ton van Andel      | 21.55,30  |
| Brons  | Hans van der Knaap | 22.53,65  |

### 60 m horden
| rang   | atleet           | prestatie |
| ------ | ---------------- | --------- |
| Goud   | James Sharpe     | 7,99 s    |
| Zilver | Wigert Thunissen | 8,08 s    |
| Brons  | Ruud van Maurik  | 8,09 s    |

| rang   | atlete            | prestatie |
| ------ | ----------------- | --------- |
| Goud   | Ine Langenhuizen  | 8,53 s    |
| Zilver | Catlin Speear     | 8,60 s    |
| Brons  | Nelleke Koppelaar | 8,61 s    |

### hoogspringen
| rang   | atleet             | prestatie |
| ------ | ------------------ | --------- |
| Goud   | Henk-Jan Gebben    | 2,11 m    |
| Zilver | Jeroen Nieuwenhuis | 2,00 m    |
| Brons  | Gustav Borreman    | 2,00 m    |

| rang   | atlete            | prestatie |
| ------ | ----------------- | --------- |
| Goud   | Anoeschka Daans   | 1,75 m    |
| Zilver | Ella Wijnants     | 1,70 m    |
| Zilver | Mariette Versluis | 1,70 m    |

### hink-stap-springen
| rang   | atleet          | prestatie |
| ------ | --------------- | --------- |
| Goud   | Erik Beaart     | 14,29 m   |
| Zilver | Henk-Jan Gebben | 14,26 m   |
| Brons  | Arno Knijn      | 14,25 m   |

| rang   | atlete           | prestatie |
| ------ | ---------------- | --------- |
| Goud   | Monique de Goede | 11,56 m   |
| Zilver | Simone Gaal      | 11,51 m   |
| Brons  | Nancy Been       | 11,33 m   |

### polsstokhoogspringen
| rang   | atleet          | prestatie |
| ------ | --------------- | --------- |
| Goud   | Arno Tavenier   | 4,90 m    |
| Zilver | Robert de Wit   | 4,80 m    |
| Brons  | Richel Keijsers | 4,80 m    |

### verspringen
| rang   | atleet            | prestatie |
| ------ | ----------------- | --------- |
| Goud   | Frans Maas        | 8,00 m    |
| Zilver | Marc van der Worp | 7,55 m    |
| Brons  | Walter Kruk       | 7,18 m    |

| rang   | atlete                | prestatie |
| ------ | --------------------- | --------- |
| Goud   | Mieke van der Kolk    | 6,09 m    |
| Zilver | Pauline van der Roest | 6,05 m    |
| Brons  | Pearl Speear          | 5,80 m    |

### kogelstoten
| rang   | atleet        | prestatie |
| ------ | ------------- | --------- |
| Goud   | Erik de Bruin | 19,12 m   |
| Zilver | Andre Snoek   | 16,90 m   |
| Brons  | Stein Kuiper  | 14,94 m   |

| rang   | atlete                  | prestatie |
| ------ | ----------------------- | --------- |
| Goud   | Deborah Dunant          | 16,85 m   |
| Zilver | Jacqueline Goormachtigh | 15,49 m   |
| Brons  | Linda Tukkers           | 14,61 m   |

1969 · 
1970 · 
1971 · 
1972 · 
1973 · 
1974 · 
1975 · 
1976 · 
1977 · 
1978 · 
1979 ·
1980 · 
1981 · 
1982 · 
1983 · 
1984 · 
1985 · 
1986 · 
1987 · 
1988 · 
1989 · 
1990 · 
1991 · 
1992 · 
1993 · 
1994 · 
1995 · 
1996 · 
1997 · 
1998 · 
1999 · 
2000 · 
2001 · 
2002 · 
2003 · 
2004 · 
2005 · 
2006 · 
2007 · 
2008 · 
2009 · 
2010 · 
2011 · 
2012 · 
2013 · 
2014 ·
2015 ·
2016 ·
2017 ·
2018 ·
2019 · 
2020 · 
2021 · 
2022 · 
2023 · 
2024 · 
2025